# کارسینوم قشر غدد فوق‌کلیه

کارسینوم قشر فوق‌کلیه بیماری نادری است که در آن سلول‌های بدخیم (سرطانی) در لایه بیرونی غده فوق‌کلیه تشکیل می‌شوند.

## بیماریزایی
داشتن ناراحتی‌های ژنتیکی خاص خطر ایجاد کارسینوم قشر فوق‌کلیه را افزایش می‌دهد.

## تظاهرات بالینی
علائم احتمالی کارسینوم قشر فوق‌کلیه شامل درد در شکم و تغییرات خاص بدنی می‌باشد.

## تشخیص
از مطالعات تصویربرداری و تست‌هایی که در آنها خون و ادرار بررسی می‌شود، برای ردیابی (پیدا کردن) و تشخیص کارسینوم قشر فوق‌کلیه استفاده می‌کنند.

## پیش‌آگهی
عوامل خاصی بر پیش‌آگهی (احتمال بهبودی) و گزینه‌های درمان تأثیر می‌گذارند.